# Gymnospermium altaicum
Gymnospermium altaicum är en berberisväxtart. Gymnospermium altaicum ingår i släktet Gymnospermium och familjen berberisväxter.

## Underarter
Arten delas in i följande underarter:
- G. a. altaicum
- G. a. peloponnesiacum
- G. a. scipetarum